# Хоппе, Фелицитас
Фелиситас Хоппе (нем. Felicitas Hoppe; род. 22 декабря 1960, Хамельн) — немецкая писательница и переводчица, педагог, журналистка. Получила множество литературных премий за свои сложные постмодернистские книги по вопросам идентичности, а также истории.

## Жизнь и литературная деятельность
Фелиситас Хоппе родилась в Хамельне, и выросла там. Училась в Хильдесхайме, Тюбингене, Берлине, Юджине (Орегон) и Риме, среди прочего литературоведение, риторика, религиоведение, итальянский и русский. Работала журналистом, a также в различных языковых школах и в Институте им. Гёте преподавателем немецкого языка как второ́й. C 1996 года она живёт в Берлине. В том же году она получила Премию Эрнста Виллнера на Днях немецкоязычной литературы в Клагенфурте.
Её сборник фантасмагорических рассказов Picknick der Friseure, изданный в 1996 году, был издан на русском языке спустя семь лет. В 1997 году Фелиситас Хоппе совершила кругосветное путешествие на контейнеровозе, о котором она рассказала в Pigafetta. Этот поэтический роман по стопам Антонио Пигафетты был переведён на русском языке в 2004 году.
Она получила множество стипендий, в том числе Грант Альфреда Дёблина (1994), Грант фонда Laurenz-Haus в Базеле (1998—1999) и Грант Вилла Аврора в Лос-Анджелесе (2012). В 2012 году она получила Премию Георга Бюхнера — самая престижная литературная премия в немецкоязычном регионе. В 2016 году была удостоена звания почётного доктора Люнебургского университета. Она была лектором по поэтике и приглашённым профессором, в том числе в Дартмутском колледже (2006), Джорджтаунском университете (2009), Фуданьскском университете (2014) и Университете Касселя (2019). В 2020 году Фелиситас Хоппе получила первой Гран-при Немецкого литературного фонда.
Фелиситас Хоппе является членом Немецкой академии языка и поэзии и ПЕН-клуба Германии.

### Переводы на русский язык
- Пикник парикмахеров (рассказы). Текст, Москва 2013 ISBN 978-5-7516-1160-6.
- Мой Пигафетта (роман). Амфора, Санкт-Петербург 2004 ISBN 978-5-94278-601-1.